# 龙兴镇 (重庆市)
龙兴镇，是中华人民共和国重庆市渝北区下辖的一个乡镇级行政单位。

## 行政区划
龙兴镇下辖以下地区：
迎龙社区、御临社区、粉壁村、高寨村、壁山村、白桥村、石溪村、河堰村、寨子村、同乐村、石门村、双河村、天堡村、大岭村、支援村、下坝村、人民村、沙金村、洞口村、排花洞村、高洞村、和平村和高笋村。